# Équipe de Corée du Sud de football à la Coupe du monde 2022
Cet article relate le parcours de l’équipe de Corée du Sud de football lors de la Coupe du monde de football 2022 organisée au Qatar du 20 novembre au 18 décembre 2022. C'est la onzième participation du pays dans la compétition.

## Qualification

### Deuxième tour
| Rang | Équipe        | Pts     | J       | G       | N       | P       | Bp      | Bc      | Diff    |  | Résultats (▼ dom., ► ext.) |     |     |     |     |
| ---- | ------------- | ------- | ------- | ------- | ------- | ------- | ------- | ------- | ------- |  | -------------------------- | --- | --- | --- | --- |
| 1    | Corée du Sud  | 16      | 6       | 5       | 1       | 0       | 22      | 1       | +21     |  | Corée du Sud               |     | 2-1 | 5-0 | 8-0 |
| 2    | Liban         | 10      | 6       | 3       | 1       | 2       | 11      | 8       | +3      |  | Liban                      | 0-0 |     | 2-1 | 3-2 |
| 3    | Turkménistan  | 9       | 6       | 3       | 0       | 3       | 8       | 11      | -3      |  | Turkménistan               | 0-2 | 3-2 |     | 2-0 |
| 4    | Sri Lanka     | 0       | 6       | 0       | 0       | 6       | 2       | 23      | -21     |  | Sri Lanka                  | 0-5 | 0-3 | 0-2 |     |
| 0    | Corée du Nord | Forfait | Forfait | Forfait | Forfait | Forfait | Forfait | Forfait | Forfait |  |                            |     |     |     |     |

Le 16 mai 2021, l'AFC annonce le retrait de la Corée du Nord des éliminatoires ; les craintes liées à la pandémie de Covid-19 seraient à l'origine de ce forfait, à l'instar du forfait du pays pour les Jeux olympiques de 2020. La FIFA et l'AFC prennent alors la décision de mettre à jour le classement du groupe sans comptabiliser les résultats des cinq matchs disputés par la Corée du Nord depuis le début de ce 2e tour.
| 1er match                       | Turkménistan | 0 - 2   | Corée du Sud      |                                                                            |                                                                            |
| 10 septembre 2019 19h00 (UTC+5) |              | (0 - 1) | 13e Na · 82e Jung | Stade Köpetdag, Achgabat Spectateurs : 26 000 Arbitrage : Ammar Al-Jeneibi | Stade Köpetdag, Achgabat Spectateurs : 26 000 Arbitrage : Ammar Al-Jeneibi |
| 10 septembre 2019 19h00 (UTC+5) |              | Rapport | 57e Kim           | Stade Köpetdag, Achgabat Spectateurs : 26 000 Arbitrage : Ammar Al-Jeneibi | Stade Köpetdag, Achgabat Spectateurs : 26 000 Arbitrage : Ammar Al-Jeneibi |

| 2e match                      | Corée du Sud                                                      | 8 - 0   | Sri Lanka                  |                                                                        |                                                                        |
| 10 octobre 2019 20h00 (UTC+9) | Son 10e 45+5e (pen.) · Kim 17e 30e 54e 64e · Hwang 20e · Kwon 76e | (5 - 0) |                            | Stade Hwaseong, Hwaseong Spectateurs : 23 522 Arbitrage : Hasan Akrami | Stade Hwaseong, Hwaseong Spectateurs : 23 522 Arbitrage : Hasan Akrami |
| 10 octobre 2019 20h00 (UTC+9) | Son 61e                                                           | Rapport | 22e Ishan · 45+4e Chameera | Stade Hwaseong, Hwaseong Spectateurs : 23 522 Arbitrage : Hasan Akrami | Stade Hwaseong, Hwaseong Spectateurs : 23 522 Arbitrage : Hasan Akrami |

| 3e match                      | Corée du Nord         | Annulé 0 - 0 | Corée du Sud            |                                                                                  |                                                                                  |
| 15 octobre 2019 17h30 (UTC+9) |                       |              |                         | Stade Kim Il-sung, Pyongyang Spectateurs : 100 Arbitrage : Abdulrahman Al-Jassim | Stade Kim Il-sung, Pyongyang Spectateurs : 100 Arbitrage : Abdulrahman Al-Jassim |
| 15 octobre 2019 17h30 (UTC+9) | Y. Ri 30e · U. Ri 46e | Rapport      | 55e Y. Kim · 62e M. Kim | Stade Kim Il-sung, Pyongyang Spectateurs : 100 Arbitrage : Abdulrahman Al-Jassim | Stade Kim Il-sung, Pyongyang Spectateurs : 100 Arbitrage : Abdulrahman Al-Jassim |

| 4e match                       | Liban      | 0 - 0   | Corée du Sud |                                                                                               |                                                                                               |
| 14 novembre 2019 15h00 (UTC+2) |            | (0 - 0) |              | Cité sportive Camille-Chamoun, Beyrouth Spectateurs : 0 (huis-clos) Arbitrage : Mohanad Qasim | Cité sportive Camille-Chamoun, Beyrouth Spectateurs : 0 (huis-clos) Arbitrage : Mohanad Qasim |
| 14 novembre 2019 15h00 (UTC+2) | Haidar 43e | Rapport | 62e Hwang    | Cité sportive Camille-Chamoun, Beyrouth Spectateurs : 0 (huis-clos) Arbitrage : Mohanad Qasim | Cité sportive Camille-Chamoun, Beyrouth Spectateurs : 0 (huis-clos) Arbitrage : Mohanad Qasim |

| 5e match                 | Corée du Sud | Annulé | Corée du Nord |  |
| 14 novembre 2019 (UTC+9) |              |        |               |  |

| 6e match                  | Corée du Sud                                  | 5 - 0   | Turkménistan             |                                                                          |                                                                          |
| 5 juin 2021 20h00 (UTC+9) | Hwang 9e 73e · Nam 45+2e · Kim 56e · Kwon 62e | (2 - 0) |                          | Stade Goyang, Goyang Spectateurs : 3 932 Arbitrage : Mohammed Al-Khudayr | Stade Goyang, Goyang Spectateurs : 3 932 Arbitrage : Mohammed Al-Khudayr |
| 5 juin 2021 20h00 (UTC+9) | Kim 78e                                       | Rapport | 29e Velmyrat · 88e Yhlas | Stade Goyang, Goyang Spectateurs : 3 932 Arbitrage : Mohammed Al-Khudayr | Stade Goyang, Goyang Spectateurs : 3 932 Arbitrage : Mohammed Al-Khudayr |

| 7e match      | Sri Lanka                                        | 0 - 5   | Corée du Sud                                                                                |                                                                                  |                                                                                  |
| 20h00 (UTC+9) |                                                  | (0 - 3) | 15e 43e (pen.) Kim Shin-wook · 22e Lee Dong-gyeong · 52e Hwang Hee-chan · 77e Jung Sang-bin | Stade Goyang, Goyang ( Corée du Sud) Spectateurs : 4 008 Arbitrage : Shen Yinhao | Stade Goyang, Goyang ( Corée du Sud) Spectateurs : 4 008 Arbitrage : Shen Yinhao |
| 20h00 (UTC+9) | Puslas 28e · Chameera 32e · Alawadeen 45+1e, 57e | Rapport | 82e Kim Min-Jae                                                                             | Stade Goyang, Goyang ( Corée du Sud) Spectateurs : 4 008 Arbitrage : Shen Yinhao | Stade Goyang, Goyang ( Corée du Sud) Spectateurs : 4 008 Arbitrage : Shen Yinhao |

| 8e match                   | Corée du Sud                               | 2 - 1   | Liban    |                                                                      |                                                                      |
| 13 juin 2021 15h00 (UTC+9) | Sabra 51e (csc) · Son Heung-min 65e (pen.) | (0 - 1) | 12e Saad | Stade Goyang, Goyang Spectateurs : 4 061 Arbitrage : Khamis Al Marri | Stade Goyang, Goyang Spectateurs : 4 061 Arbitrage : Khamis Al Marri |
| 13 juin 2021 15h00 (UTC+9) | Rapport                                    |         |          | Stade Goyang, Goyang Spectateurs : 4 061 Arbitrage : Khamis Al Marri | Stade Goyang, Goyang Spectateurs : 4 061 Arbitrage : Khamis Al Marri |

### Troisième tour
| Rang | Équipe              | Pts | J  | G | N | P | Bp | Bc | Diff |  | Résultats (▼ dom., ► ext.) |     |     |     |     |     |     |
| ---- | ------------------- | --- | -- | - | - | - | -- | -- | ---- |  | -------------------------- | --- | --- | --- | --- | --- | --- |
| 1    | Iran                | 25  | 10 | 8 | 1 | 1 | 15 | 4  | +11  |  | Iran                       |     | 1-1 | 1-0 | 1-0 | 1-0 | 2-0 |
| 2    | Corée du Sud        | 23  | 10 | 7 | 2 | 1 | 13 | 3  | +10  |  | Corée du Sud               | 2-0 |     | 1-0 | 0-0 | 2-1 | 1-0 |
| 3    | Émirats arabes unis | 12  | 10 | 3 | 3 | 4 | 7  | 7  | 0    |  | Émirats arabes unis        | 0-1 | 1-0 |     | 2-2 | 2-0 | 0-0 |
| 4    | Irak                | 9   | 10 | 1 | 6 | 3 | 6  | 12 | -6   |  | Irak                       | 0-3 | 0-3 | 1-0 |     | 1-1 | 0-0 |
| 5    | Syrie               | 6   | 10 | 1 | 3 | 6 | 9  | 16 | -7   |  | Syrie                      | 0-3 | 0-2 | 1-1 | 1-1 |     | 2-3 |
| 6    | Liban               | 6   | 10 | 1 | 3 | 6 | 5  | 13 | -8   |  | Liban                      | 1-2 | 0-1 | 0-1 | 1-1 | 0-3 |     |

| 1er match                      | Corée du Sud    | 0 - 0   | Irak                                   | | |
| 2 septembre 2021 20h00 (UTC+9) |                 | (0 - 0) |                                        | Stade de la Coupe du monde de Séoul, Séoul Spectateurs : 0 (période de pandémie de covid−19) Arbitrage : Nawaf Shukralla | Stade de la Coupe du monde de Séoul, Séoul Spectateurs : 0 (période de pandémie de covid−19) Arbitrage : Nawaf Shukralla |
| 2 septembre 2021 20h00 (UTC+9) | Son Joon-Ho 38e | Rapport | 78e Zahra · 81e Al-Ammari · 90e Khalaf | Stade de la Coupe du monde de Séoul, Séoul Spectateurs : 0 (période de pandémie de covid−19) Arbitrage : Nawaf Shukralla | Stade de la Coupe du monde de Séoul, Séoul Spectateurs : 0 (période de pandémie de covid−19) Arbitrage : Nawaf Shukralla |

| 2e match                       | Corée du Sud        | 1 - 0   | Liban                                 | | |
| 7 septembre 2021 20h00 (UTC+9) | Kwon Chang-hoon 59e | (0 - 0) |                                       | Stade de la Coupe du monde de Suwon, Suwon Spectateurs : 0 (période de pandémie covid−19) Arbitrage : Ryūji Satō | Stade de la Coupe du monde de Suwon, Suwon Spectateurs : 0 (période de pandémie covid−19) Arbitrage : Ryūji Satō |
| 7 septembre 2021 20h00 (UTC+9) | Kwon Chang-hoon 62e | Rapport | 49e Maatouk · 57e Shour · 71e El Zain | Stade de la Coupe du monde de Suwon, Suwon Spectateurs : 0 (période de pandémie covid−19) Arbitrage : Ryūji Satō | Stade de la Coupe du monde de Suwon, Suwon Spectateurs : 0 (période de pandémie covid−19) Arbitrage : Ryūji Satō |

| 3e match                     | Corée du Sud                          | 2 - 1   | Syrie                      | | |
| 7 octobre 2021 20h00 (UTC+9) | Hwang In-beom 47e · Son Heung-min 88e | (0 - 0) | 83e Kharbin                | Stade d'Ansan Wa~, Ansan Spectateurs : 0 (période de pandémie de covid−19) Arbitrage : Abdulrahman Al-Jassim | Stade d'Ansan Wa~, Ansan Spectateurs : 0 (période de pandémie de covid−19) Arbitrage : Abdulrahman Al-Jassim |
| 7 octobre 2021 20h00 (UTC+9) | Lee Yong 34e                          | Rapport | 76e Al Somah · 84e Khribin | Stade d'Ansan Wa~, Ansan Spectateurs : 0 (période de pandémie de covid−19) Arbitrage : Abdulrahman Al-Jassim | Stade d'Ansan Wa~, Ansan Spectateurs : 0 (période de pandémie de covid−19) Arbitrage : Abdulrahman Al-Jassim |

| 4e match                         | Iran                       | 1 - 1   | Corée du Sud      |                                                                                                 |                                                                                                 |
| 12 octobre 2021 17h00 (UTC+3:30) | Jahanbakhsh 76e            | (0 - 0) | 48e Son Heung-min | Stade Azadi, Téhéran Spectateurs : 0 (période de pandémie de covid−19) Arbitrage : Ahmed Al-Kaf | Stade Azadi, Téhéran Spectateurs : 0 (période de pandémie de covid−19) Arbitrage : Ahmed Al-Kaf |
| 12 octobre 2021 17h00 (UTC+3:30) | Noorafkan 62e · Azmoun 80e | Rapport |                   | Stade Azadi, Téhéran Spectateurs : 0 (période de pandémie de covid−19) Arbitrage : Ahmed Al-Kaf | Stade Azadi, Téhéran Spectateurs : 0 (période de pandémie de covid−19) Arbitrage : Ahmed Al-Kaf |

| 5e match                       | Corée du Sud                          | 1 - 0   | Émirats arabes unis |                                                                  |                                                                  |
| 11 novembre 2021 20h00 (UTC+9) | Hwang Hee-chan 36e (pen.)             | (1 - 0) |                     | Stade de Goyang, Goyang Spectateurs : 30 152 Arbitrage : Ma Ning | Stade de Goyang, Goyang Spectateurs : 30 152 Arbitrage : Ma Ning |
| 11 novembre 2021 20h00 (UTC+9) | Jung Woo-Young 43e · Cho Kyu-Sung 44e | Rapport | 90+3e Abbas         | Stade de Goyang, Goyang Spectateurs : 30 152 Arbitrage : Ma Ning | Stade de Goyang, Goyang Spectateurs : 30 152 Arbitrage : Ma Ning |

| 6e match                       | Irak      | 0 - 3   | Corée du Sud                                                      |                                                                                               |                                                                                               |
| 16 novembre 2021 18h00 (UTC+3) |           | (0 - 1) | 33e Lee Jae-sung · 74e (pen.) Son Heung-min · 80e Jeong Woo-yeong | Stade Thani bin Jassim, Doha ( Qatar) Spectateurs : 0 (huis-clos) Arbitrage : Ilgiz Tantashev | Stade Thani bin Jassim, Doha ( Qatar) Spectateurs : 0 (huis-clos) Arbitrage : Ilgiz Tantashev |
| 16 novembre 2021 18h00 (UTC+3) | Adnan 69e | Rapport | 90+4e Hong Chul                                                   | Stade Thani bin Jassim, Doha ( Qatar) Spectateurs : 0 (huis-clos) Arbitrage : Ilgiz Tantashev | Stade Thani bin Jassim, Doha ( Qatar) Spectateurs : 0 (huis-clos) Arbitrage : Ilgiz Tantashev |

| 7e match                      | Liban      | 0 - 1   | Corée du Sud                              |                                                                              |                                                                              |
| 27 janvier 2022 14h00 (UTC+2) |            | (0 - 1) | 45+1e Cho Gue-sung                        | Stade municipal de Sidon, Sidon Spectateurs : 5 400 Arbitrage : Ahmed Al-Kaf | Stade municipal de Sidon, Sidon Spectateurs : 5 400 Arbitrage : Ahmed Al-Kaf |
| 27 janvier 2022 14h00 (UTC+2) | Oumari 59e | Rapport | 36e Jung Woo-young · 45+3e Kim Young-gwon | Stade municipal de Sidon, Sidon Spectateurs : 5 400 Arbitrage : Ahmed Al-Kaf | Stade municipal de Sidon, Sidon Spectateurs : 5 400 Arbitrage : Ahmed Al-Kaf |

| 8e match                       | Syrie                     | 0 - 2   | Corée du Sud                         |                                                                                        |                                                                                        |
| 1er février 2022 18h00 (UTC+4) |                           | (0 - 0) | 53e Kim Jin-su · 71e Kwon Chang-hoon | Stade Al-Rashid, Dubaï ( Émirats arabes unis) Spectateurs : 310 Arbitrage : Ryūji Satō | Stade Al-Rashid, Dubaï ( Émirats arabes unis) Spectateurs : 310 Arbitrage : Ryūji Satō |
| 1er février 2022 18h00 (UTC+4) | Al-Mawas 36e · Midani 50e | Rapport | 40e Hwang In-beom                    | Stade Al-Rashid, Dubaï ( Émirats arabes unis) Spectateurs : 310 Arbitrage : Ryūji Satō | Stade Al-Rashid, Dubaï ( Émirats arabes unis) Spectateurs : 310 Arbitrage : Ryūji Satō |

| 9e match                   | Corée du Sud                             | 2 - 0   | Iran           |                                                                                         |                                                                                         |
| 24 mars 2022 20h00 (UTC+9) | Son Heung-min 45+2e · Kim Young-gwon 62e | (1 - 0) |                | Stade de la Coupe du monde de Séoul, Séoul Spectateurs : 64 375 Arbitrage : Chris Beath | Stade de la Coupe du monde de Séoul, Séoul Spectateurs : 64 375 Arbitrage : Chris Beath |
| 24 mars 2022 20h00 (UTC+9) |                                          | Rapport | 73e Nourollahi | Stade de la Coupe du monde de Séoul, Séoul Spectateurs : 64 375 Arbitrage : Chris Beath | Stade de la Coupe du monde de Séoul, Séoul Spectateurs : 64 375 Arbitrage : Chris Beath |

| 10e match                  | Émirats arabes unis | 1 - 0   | Corée du Sud                           |                                                                      |                                                                      |
| 29 mars 2022 17h45 (UTC+4) | Abdullah 54e        | (0 - 0) |                                        | Stade Al-Maktoum, Dubaï Spectateurs : 4 223 Arbitrage : Ahmed Al-Kaf | Stade Al-Maktoum, Dubaï Spectateurs : 4 223 Arbitrage : Ahmed Al-Kaf |
| 29 mars 2022 17h45 (UTC+4) | Al-Hammadi 90+1e    | Rapport | 86e Jung Woo-young · 90+2e Kim Min-jae | Stade Al-Maktoum, Dubaï Spectateurs : 4 223 Arbitrage : Ahmed Al-Kaf | Stade Al-Maktoum, Dubaï Spectateurs : 4 223 Arbitrage : Ahmed Al-Kaf |

### Statistiques

#### Statistiques générales
| Adversaires         | J | G | N | P | Bp | Bc | Diff |
| ------------------- | - | - | - | - | -- | -- | ---- |
| Corée du Nord       | 1 | 0 | 1 | 0 | 0  | 0  | 0    |
| Émirats arabes unis | 2 | 1 | 0 | 1 | 1  | 1  | 0    |
| Iran                | 2 | 1 | 1 | 0 | 3  | 1  | 2    |
| Irak                | 2 | 1 | 1 | 0 | 3  | 0  | 3    |
| Liban               | 4 | 3 | 1 | 0 | 4  | 1  | 3    |
| Sri Lanka           | 2 | 2 | 0 | 0 | 13 | 0  | 13   |
| Syrie               | 2 | 2 | 0 | 0 | 4  | 1  | 3    |
| Turkménistan        | 2 | 2 | 0 | 0 | 7  | 0  | 7    |

#### Buteurs
| Buts    | Joueurs         | Adversaires                           |
| ------- | --------------- | ------------------------------------- |
| 7       | SON Heung-min   | Iran, Irak, Liban, Sri Lanka, Syrie   |
| 6       | KIM Shin-wook   | Sri Lanka                             |
| 4       | KWON Chang-hoon | Liban, Sri Lanka, Syrie, Turkménistan |
| 3       | HWANG Hee-chan  | Émirats arabes unis, Sri Lanka        |
| 2       | HWANG Ui-jo     | Turkménistan                          |
| 2       | KIM Young-gwon  | Iran, Turkménistan                    |
| 1       | CHO Gue-sung    | Liban                                 |
| 1       | HWANG In-beom   | Syrie                                 |
| 1       | JEONG Woo-yeong | Irak                                  |
| 1       | JUNG Sang-bin   | Sri Lanka                             |
| 1       | JUNG Woo-young  | Turkménistan                          |
| 1       | KIM Jin-su      | Syrie                                 |
| 1       | LEE Dong-gyeong | Sri Lanka                             |
| 1       | LEE Jae-sung    | Irak                                  |
| 1       | NA Sang-ho      | Turkménistan                          |
| 1       | NAM Tae-hee     | Turkménistan                          |
| 1 (csc) | Maher Sabra     | Liban                                 |

## Préparation

### Matchs de préparation à la Coupe du monde
Liste détaillée des matches de Corée du Sud depuis sa qualification à la Coupe du monde :

#### Match amicaux
| 1er match                 | Corée du Sud | 1 - 5   | Brésil                                                                     |                                                                                        |                                                                                        |
| 2 juin 2022 20h00 (UTC+9) | Hwang 31e    | (1 - 2) | 7e Richarlison · 42e (pen.) 57e (pen.) Neymar · 80e Coutinho · 90+3e Jesus | Stade de la Coupe du monde de Séoul, Séoul Spectateurs : 64 872 Arbitrage : Ryuji Sato | Stade de la Coupe du monde de Séoul, Séoul Spectateurs : 64 872 Arbitrage : Ryuji Sato |
| 2 juin 2022 20h00 (UTC+9) | Jeong 88e    | Rapport |                                                                            | Stade de la Coupe du monde de Séoul, Séoul Spectateurs : 64 872 Arbitrage : Ryuji Sato | Stade de la Coupe du monde de Séoul, Séoul Spectateurs : 64 872 Arbitrage : Ryuji Sato |

| 2e match                  | Corée du Sud          | 2 - 0   | Chili                                   |                                                                                            |                                                                                            |
| 6 juin 2022 20h00 (UTC+9) | Hwang 12e · Son 90+1e | (1 - 0) |                                         | Stade de la Coupe du monde de Daejeon, Daejeon Spectateurs : 40 135 Arbitrage : Ryuji Sato | Stade de la Coupe du monde de Daejeon, Daejeon Spectateurs : 40 135 Arbitrage : Ryuji Sato |
| 6 juin 2022 20h00 (UTC+9) |                       | Rapport | 29e, 52e Ibacache · 85e Díaz · 90e Mena | Stade de la Coupe du monde de Daejeon, Daejeon Spectateurs : 40 135 Arbitrage : Ryuji Sato | Stade de la Coupe du monde de Daejeon, Daejeon Spectateurs : 40 135 Arbitrage : Ryuji Sato |

| 3e match                   | Corée du Sud            | 2 - 2   | Paraguay                                   |                                                                                             |                                                                                             |
| 10 juin 2022 20h00 (UTC+9) | Son 66e · Jeong 90+3e   | (0 - 1) | 23e 49e Almirón                            | Stade de la Coupe du monde de Suwon, Suwon Spectateurs : 40 228 Arbitrage : Jérémie Pignard | Stade de la Coupe du monde de Suwon, Suwon Spectateurs : 40 228 Arbitrage : Jérémie Pignard |
| 10 juin 2022 20h00 (UTC+9) | Jeong 81e · Hwang 90+4e | Rapport | 65e Gómez · 90+2e Ortiz · 90+5e Villasanti | Stade de la Coupe du monde de Suwon, Suwon Spectateurs : 40 228 Arbitrage : Jérémie Pignard | Stade de la Coupe du monde de Suwon, Suwon Spectateurs : 40 228 Arbitrage : Jérémie Pignard |

| 4e match                   | Corée du Sud                               | 4 - 1   | Égypte      |                                                                                             |                                                                                             |
| 14 juin 2022 20h00 (UTC+9) | Hwang 16e · Kim 21e · Cho 85e · Kwon 90+1e | (2 - 1) | 37e Mohamed | Stade de la Coupe du monde de Séoul, Séoul Spectateurs : 59 712 Arbitrage : Jérémie Pignard | Stade de la Coupe du monde de Séoul, Séoul Spectateurs : 59 712 Arbitrage : Jérémie Pignard |
| 14 juin 2022 20h00 (UTC+9) | Kim 83e                                    | Rapport | 80e Mohamed | Stade de la Coupe du monde de Séoul, Séoul Spectateurs : 59 712 Arbitrage : Jérémie Pignard | Stade de la Coupe du monde de Séoul, Séoul Spectateurs : 59 712 Arbitrage : Jérémie Pignard |

| 5e match                        | Corée du Sud                   | 2 - 2   | Costa Rica                                 |                                                                    |                                                                    |
| 23 septembre 2022 20h00 (UTC+9) | Hwang 28e · Son 86e            | (1 - 1) | 41e 64e Bennette                           | Stade de Goyang, Goyang Spectateurs : 37 581 Arbitrage : Alex King | Stade de Goyang, Goyang Spectateurs : 37 581 Arbitrage : Alex King |
| 23 septembre 2022 20h00 (UTC+9) | Kwon 21e · Jung 51e · Yoon 60e | Rapport | 47e Bennette · 81e Alvarado · 90+2e Oviedo | Stade de Goyang, Goyang Spectateurs : 37 581 Arbitrage : Alex King | Stade de Goyang, Goyang Spectateurs : 37 581 Arbitrage : Alex King |

| 6e match                        | Corée du Sud | 1 - 0 | Cameroun |                                                                                       |                                                                                       |
| 27 septembre 2022 20h00 (UTC+9) | Son 35e      | (1-0) |          | Stade de la Coupe du monde de Séoul, Séoul Spectateurs : 59,389 Arbitrage : Alex King | Stade de la Coupe du monde de Séoul, Séoul Spectateurs : 59,389 Arbitrage : Alex King |
| 27 septembre 2022 20h00 (UTC+9) | Rapport      |       |          | Stade de la Coupe du monde de Séoul, Séoul Spectateurs : 59,389 Arbitrage : Alex King | Stade de la Coupe du monde de Séoul, Séoul Spectateurs : 59,389 Arbitrage : Alex King |

| 7e match                       | Corée du Sud | 1 - 0   | Islande |                                                                                           |                                                                                           |
| 11 novembre 2022 20h00 (UTC+9) | Song 86e     | (1 - 0) |         | Hwaseong Sports Town, Hyangnam-eup, Hwaseong Spectateurs : 15 274 Arbitrage : Jumpei Iida | Hwaseong Sports Town, Hyangnam-eup, Hwaseong Spectateurs : 15 274 Arbitrage : Jumpei Iida |
| 11 novembre 2022 20h00 (UTC+9) | Rapport      |         |         | Hwaseong Sports Town, Hyangnam-eup, Hwaseong Spectateurs : 15 274 Arbitrage : Jumpei Iida | Hwaseong Sports Town, Hyangnam-eup, Hwaseong Spectateurs : 15 274 Arbitrage : Jumpei Iida |

#### Coupe d'Asie de l'Est
| 1er match                     | Chine              | 0 - 3   | Corée du Sud                       |                                                                      |                                                                      |
| 20 juillet 2022 19h00 (UTC+9) |                    | (0 - 1) | 40e (csc) Zhu · 54e Kwon · 80e Cho | Stade Toyota, Toyota Spectateurs : 400 Arbitrage : Akhror Riskulloev | Stade Toyota, Toyota Spectateurs : 400 Arbitrage : Akhror Riskulloev |
| 20 juillet 2022 19h00 (UTC+9) | Huang 18e · Xu 83e | Rapport | 87e Kang                           | Stade Toyota, Toyota Spectateurs : 400 Arbitrage : Akhror Riskulloev | Stade Toyota, Toyota Spectateurs : 400 Arbitrage : Akhror Riskulloev |

| 2e match                      | Corée du Sud            | 3 - 0   | Hong Kong |                                                                       |                                                                       |
| 24 juillet 2022 16h00 (UTC+9) | Kang 17e 86e · Hong 74e | (1 - 0) |           | Stade Toyota, Toyota Spectateurs : 4 435 Arbitrage : Nazmi Nasaruddin | Stade Toyota, Toyota Spectateurs : 4 435 Arbitrage : Nazmi Nasaruddin |
| 24 juillet 2022 16h00 (UTC+9) |                         | Rapport | 66e Tse   | Stade Toyota, Toyota Spectateurs : 4 435 Arbitrage : Nazmi Nasaruddin | Stade Toyota, Toyota Spectateurs : 4 435 Arbitrage : Nazmi Nasaruddin |

| 3e match                    | Japon                               | 3 - 0   | Corée du Sud |                                                                         |                                                                         |
| 27 juillet 2022 19h20 UTC+9 | Soma 49e · Sasaki 64e · Machino 72e | (0 - 0) |              | Stade Toyota, Toyota Spectateurs : 14 117 Arbitrage : Akhror Riskulloev | Stade Toyota, Toyota Spectateurs : 14 117 Arbitrage : Akhror Riskulloev |
| 27 juillet 2022 19h20 UTC+9 | Hatanaka 34e                        | Rapport | 75e Kim      | Stade Toyota, Toyota Spectateurs : 14 117 Arbitrage : Akhror Riskulloev | Stade Toyota, Toyota Spectateurs : 14 117 Arbitrage : Akhror Riskulloev |

## Effectif
L'effectif de Corée du Sud, est dévoilé le 12 novembre 2022.
| Numéro / Nom       | Numéro / Nom    | Club                    | Date de naissance et âge*  | J.              | Buts            |                 |                 |                 |
| Gardiens de but    | Gardiens de but | Gardiens de but         | Gardiens de but            | Gardiens de but | Gardiens de but | Gardiens de but | Gardiens de but | Gardiens de but |
| ------------------ | --------------- | ----------------------- | -------------------------- | --------------- | --------------- | --------------- | --------------- | --------------- |
| 01                 | Kim Seung-gyu   | Al-Shabab Riyad         | 30 septembre 1990 (32 ans) | 1               | 0               | 0               | 0               | 0               |
| 12                 | Song Bum-keun   | Jeonbuk Hyundai Motors  | 15 octobre 1997 (25 ans)   | 0               | 0               | 0               | 0               | 0               |
| 21                 | Jo Hyeon-woo    | Ulsan Hyundai           | 25 septembre 1991 (31 ans) | 0               | 0               | 0               | 0               | 0               |
| Défenseurs         |                 |                         |                            |                 |                 |                 |                 |                 |
| 02                 | Yoon Jong-gyu   | FC Séoul                | 24 août 1988 (34 ans)      | 0               | 0               | 0               | 0               | 0               |
| 03                 | Kim Jin-su      | Jeonbuk Hyundai Motors  | 13 juin 1992 (30 ans)      | 1               | 0               | 0               | 0               | 0               |
| 04                 | Kim Min-jae     | SSC Naples              | 15 novembre 1996 (26 ans)  | 1               | 0               | 0               | 0               | 0               |
| 14                 | Hong Chul       | Daegu FC                | 17 septembre 1990 (32 ans) | 0               | 0               | 0               | 0               | 0               |
| 15                 | Kim Moon-hwan   | Jeonbuk Hyundai Motors  | 1er août 1995 (27 ans)     | 1               | 0               | 0               | 0               | 0               |
| 19                 | Kim Young-gwon  | Ulsan Hyundai           | 27 février 1990 (32 ans)   | 1               | 0               | 0               | 0               | 0               |
| 20                 | Kwon Kyung-won  | Gamba Osaka             | 31 janvier 1992 (30 ans)   | 0               | 0               | 0               | 0               | 0               |
| 23                 | Kim Tae-hwan    | Ulsan Hyundai           | 25 mars 2000 (22 ans)      | 0               | 0               | 0               | 0               | 0               |
| 24                 | Cho Yu-min      | Daejeon Hana Citizen    | 17 novembre 1996 (26 ans)  | 0               | 0               | 0               | 0               | 0               |
| Milieux de terrain |                 |                         |                            |                 |                 |                 |                 |                 |
| 05                 | Jung Woo-young  | Al-Sadd SC              | 14 décembre 1989 (32 ans)  | 1               | 0               | 0               | 0               | 0               |
| 06                 | Hwang In-beom   | Olympiakos              | 20 septembre 1996 (26 ans) | 1               | 0               | 0               | 0               | 0               |
| 07                 | Son Heung-min   | Tottenham Hotspur       | 8 juillet 1992 (30 ans)    | 1               | 0               | 0               | 0               | 0               |
| 08                 | Paik Seung-ho   | Jeonbuk Hyundai Motors  | 17 mars 1997 (25 ans)      | 0               | 0               | 0               | 0               | 0               |
| 10                 | Lee Jae-sung    | FSV Mayence             | 10 août 1992 (30 ans)      | 1               | 0               | 0               | 0               | 0               |
| 11                 | Hwang Hee-chan  | Wolverhampton Wanderers | 26 janvier 1996 (26 ans)   | 0               | 0               | 0               | 0               | 0               |
| 13                 | Son Jun-ho      | Shandong Taishan        | 12 mai 1992 (30 ans)       | 1               | 0               | 0               | 0               | 0               |
| 17                 | Na Sang-ho      | FC Séoul                | 12 août 1996 (26 ans)      | 1               | 0               | 0               | 0               | 0               |
| 18                 | Lee Kang-in     | RCD Majorque            | 19 février 2001 (21 ans)   | 1               | 0               | 0               | 0               | 0               |
| 22                 | Kwon Chang-hoon | Gimcheon Sangmu         | 30 juin 1994 (28 ans)      | 0               | 0               | 0               | 0               | 0               |
| 25                 | Jeong Woo-yeong | SC Fribourg             | 20 septembre 1999 (23 ans) | 0               | 0               | 0               | 0               | 0               |
| 26                 | Song Min-kyu    | Jeonbuk Hyundai Motors  | 12 septembre 1999 (23 ans) | 0               | 0               | 0               | 0               | 0               |
| Attaquants         |                 |                         |                            |                 |                 |                 |                 |                 |
| 09                 | Cho Gue-sung    | Jeonbuk Hyundai Motors  | 25 janvier 1998 (24 ans)   | 1               | 0               | 1               | 0               | 0               |
| 16                 | Hwang Ui-jo     | Olympiakos              | 28 août 1992 (30 ans)      | 1               | 0               | 0               | 0               | 0               |
| Sélectionneur      |                 |                         |                            |                 |                 |                 |                 |                 |
|                    | Paulo Bento     |                         | 20 juin 1969 (53 ans)      |                 |                 | 1               |                 |                 |

* NB : Les âges sont calculés au début de la Coupe du monde 2022, le 20 novembre 2022.

## Compétition

### Format et tirage au sort
Le tirage au sort de la Coupe du monde a lieu le vendredi 1er avril 2022 au Centre des expositions à Doha. C’est le classement de mars qui est pris en compte, la sélection se classe 29e du classement FIFA, et est placée dans le chapeau 3.

### Premier tour - Groupe H
|   | Équipe       | Pts | J | G | N | P | Bp | Bc | Diff |
| 1 | Portugal     | 6   | 3 | 2 | 0 | 1 | 6  | 4  | +2   |
| 2 | Corée du Sud | 4   | 3 | 1 | 1 | 1 | 4  | 4  | 0    |
| 3 | Uruguay      | 4   | 3 | 1 | 1 | 1 | 2  | 2  | 0    |
| 4 | Ghana        | 3   | 3 | 1 | 0 | 2 | 5  | 7  | -2   |

| 14 | 24 novembre 2022 | Uruguay      | 0 - 0 | Corée du Sud |
| 15 | 24 novembre 2022 | Portugal     | 3 - 2 | Ghana        |
| 30 | 28 novembre 2022 | Corée du Sud | 2 - 3 | Ghana        |
| 32 | 28 novembre 2022 | Portugal     | 2 - 0 | Uruguay      |
| 45 | 2 décembre 2022  | Ghana        | 0 - 2 | Uruguay      |
| 46 | 2 décembre 2022  | Corée du Sud | 2 - 1 | Portugal     |

#### Uruguay - Corée du Sud
| Match 14                                                     | Uruguay | 0 - 0   | Corée du Sud | Stade Education City, Al Rayyan                                                |                                                                                |
| 26 novembre 2022 · 16:00 (UTC+3) · Historique des rencontres |         | (0 - 0) |              | Spectateurs : 41 663 Arbitrage : Clément Turpin Arbitre vidéo : Jérôme Brisard | Spectateurs : 41 663 Arbitrage : Clément Turpin Arbitre vidéo : Jérôme Brisard |
| 26 novembre 2022 · 16:00 (UTC+3) · Historique des rencontres | Rapport |         |              | Spectateurs : 41 663 Arbitrage : Clément Turpin Arbitre vidéo : Jérôme Brisard | Spectateurs : 41 663 Arbitrage : Clément Turpin Arbitre vidéo : Jérôme Brisard |

| Uruguay | Corée du Sud |

| URUGUAY :       |    |                    |     |     |
|                 |    |                    |     |     |
| Gardien de but  | 23 | Sergio Rochet      |     |     |
|                 | 16 | Mathías Olivera    |     | 79e |
|                 | 03 | Diego Godín        |     |     |
|                 | 02 | José María Giménez |     |     |
|                 | 22 | Martín Cáceres     | 57e |     |
|                 | 05 | Matías Vecino      |     | 79e |
|                 | 06 | Rodrigo Bentancur  |     |     |
|                 | 15 | Federico Valverde  |     |     |
|                 | 11 | Darwin Núñez       |     |     |
|                 | 09 | Luis Suárez        |     | 64e |
|                 | 08 | Facundo Pellistri  |     | 88e |
| Remplaçants :   |    |                    |     |     |
|                 | 21 | Edinson Cavani     |     | 64e |
|                 | 07 | Nicolás de la Cruz |     | 79e |
|                 | 17 | Matías Viña        |     | 79e |
|                 | 13 | Guillermo Varela   |     | 88e |
| Sélectionneur : |    |                    |     |     |
| Diego Alonso    |    |                    |     |     |

| CORÉE DU SUD :  |    |                |     |     |
|                 |    |                |     |     |
| Gardien de but  | 01 | Kim Seung-gyu  |     |     |
|                 | 03 | Kim Jin-su     |     |     |
|                 | 19 | Kim Young-gwon |     |     |
|                 | 04 | Kim Min-jae    |     |     |
|                 | 15 | Kim Moon-hwan  |     |     |
|                 | 05 | Jung Woo-young |     |     |
|                 | 06 | Hwang In-beom  |     |     |
|                 | 17 | Na Sang-ho     |     | 74e |
|                 | 10 | Lee Jae-sung   |     | 74e |
|                 | 07 | Son Heung-min  |     |     |
|                 | 16 | Hwang Ui-jo    |     | 74e |
| Remplaçants :   |    |                |     |     |
|                 | 09 | Cho Gue-sung   | 88e | 74e |
|                 | 13 | Son Jun-ho     |     | 74e |
|                 | 18 | Lee Kang-in    |     | 74e |
| Sélectionneur : |    |                |     |     |
| Paulo Bento     |    |                |     |     |

| Assistants : Nicolas Danos Cyril Gringore Quatrième arbitre : István Kovács Assistants arbitre vidéo : Benoît Millot Djibril Camara Rédouane Jiyed Homme du Match : Federico Valverde |

#### Corée du Sud - Ghana
| Match 30                                                     | Corée du Sud                                            | 2 - 3   | Ghana                                                   | Stade Education City, Al Rayyan                                                    |                                                                                    |
| 28 novembre 2022 · 16:00 (UTC+3) · Historique des rencontres | ( Lee K.-I.) Cho G.-S. 58e · ( Kim J.-S.) Cho G.-S. 61e | (0 - 2) | 24e Salisu · 34e Kudus (J. Ayew ) · 68e Kudus (Mensah ) | Spectateurs : 43 983 Arbitrage : Anthony Taylor Arbitre vidéo : Tomasz Kwiatkowski | Spectateurs : 43 983 Arbitrage : Anthony Taylor Arbitre vidéo : Tomasz Kwiatkowski |
| 28 novembre 2022 · 16:00 (UTC+3) · Historique des rencontres | Rapport                                                 |         |                                                         | Spectateurs : 43 983 Arbitrage : Anthony Taylor Arbitre vidéo : Tomasz Kwiatkowski | Spectateurs : 43 983 Arbitrage : Anthony Taylor Arbitre vidéo : Tomasz Kwiatkowski |

| Corée du Sud | Ghana |

| CORÉE DU SUD :  |             |                 |             |        |
|                 |             |                 |             |        |
| Gardien de but  | 01          | Kim Seung-gyu   |             |        |
|                 | 03          | Kim Jin-su      |             |        |
|                 | 19          | Kim Young-gwon  | 77e         |        |
|                 | 04          | Kim Min-jae     |             | 90+2e  |
|                 | 15          | Kim Moon-hwan   |             |        |
|                 | 05          | Jung Woo-young  | 27e         | 78e    |
|                 | 06          | Hwang In-beom   |             |        |
|                 | 07          | Son Heung-min   |             |        |
|                 | 25          | Jeong Woo-yeong |             | 46e    |
|                 | 22          | Kwon Chang-hoon |             | 57e    |
|                 | 09          | Cho Gue-sung    |             |        |
| Remplaçants :   |             |                 |             |        |
|                 | 17          | Na Sang-ho      |             | 46e    |
|                 | 18          | Lee Kang-in     |             | 57e    |
|                 | 16          | Hwang Ui-jo     |             | 78e    |
|                 | 20          | Kwon Kyung-won  |             | 90+2e  |
| Sélectionneur : |             |                 |             |        |
| Paulo Bento     | Paulo Bento | Paulo Bento     | Paulo Bento | 90+11e |

| GHANA :         |    |                    |     |     |
|                 |    |                    |     |     |
| Gardien de but  | 01 | Lawrence Ati-Zigi  |     |     |
|                 | 14 | Gideon Mensah      |     | 88e |
|                 | 04 | Mohammed Salisu    |     |     |
|                 | 18 | Daniel Amartey     | 21e |     |
|                 | 02 | Tariq Lamptey      | 73e | 78e |
|                 | 21 | Salis Abdul Samed  |     |     |
|                 | 20 | Mohammed Kudus     |     | 83e |
|                 | 05 | Thomas Partey      |     |     |
|                 | 09 | Jordan Ayew        |     | 78e |
|                 | 19 | Iñaki Williams     |     |     |
|                 | 10 | André Ayew         |     | 78e |
| Remplaçants :   |    |                    |     |     |
|                 | 22 | Kamaldeen Sulemana |     | 78e |
|                 | 08 | Daniel-Kofi Kyereh |     | 78e |
|                 | 03 | Denis Odoi         |     | 78e |
|                 | 23 | Alexander Djiku    |     | 83e |
|                 | 17 | Baba Rahman        |     | 88e |
| Sélectionneur : |    |                    |     |     |
| Otto Addo       |    |                    |     |     |

| Assistants : Gary Beswick Adam Nunn Quatrième arbitre : Kevin Ortega Assistants arbitre vidéo : Alejandro Hernández Hernández Kyle Atkins Ricardo de Burgos Bengoetxea Homme du Match : Mohammed Kudus |

#### Corée du Sud - Portugal
| Match 46                                                    | Corée du Sud                                   | 2 - 1   | Portugal          | Stade Education City, Al Rayyan                                              |                                                                              |
| 2 décembre 2022 · 18:00 (UTC+3) · Historique des rencontres | Kim Y.-G. 27e · ( Son H.-M.) Hwang H.-C. 90+1e | (1 - 1) | 5e Horta (Dalot ) | Spectateurs : 44 097 Arbitrage : Facundo Tello Arbitre vidéo : Nicolás Gallo | Spectateurs : 44 097 Arbitrage : Facundo Tello Arbitre vidéo : Nicolás Gallo |
| 2 décembre 2022 · 18:00 (UTC+3) · Historique des rencontres | Rapport                                        |         |                   | Spectateurs : 44 097 Arbitrage : Facundo Tello Arbitre vidéo : Nicolás Gallo | Spectateurs : 44 097 Arbitrage : Facundo Tello Arbitre vidéo : Nicolás Gallo |

| Corée du Sud | Portugal |

| CORÉE DU SUD :         |    |                |       |       |
|                        |    |                |       |       |
| Gardien de but         | 01 | Kim Seung-gyu  |       |       |
|                        | 03 | Kim Jin-su     |       |       |
|                        | 19 | Kim Young-gwon |       | 81e   |
|                        | 20 | Kwon Kyung-won |       |       |
|                        | 15 | Kim Moon-hwan  |       |       |
|                        | 05 | Jung Woo-young |       |       |
|                        | 18 | Lee Kang-in    | 36e   | 81e   |
|                        | 06 | Hwang In-beom  |       |       |
|                        | 07 | Son Heung-min  |       |       |
|                        | 09 | Cho Gue-sung   |       | 90+3e |
|                        | 10 | Lee Jae-sung   |       | 65e   |
| Remplaçants :          |    |                |       |       |
|                        | 11 | Hwang Hee-chan | 90+2e | 65e   |
|                        | 16 | Hwang Ui-jo    |       | 81e   |
|                        | 13 | Son Jun-ho     |       | 81e   |
|                        | 24 | Cho Yu-min     |       | 90+3e |
| Sélectionneur :        |    |                |       |       |
| Paulo Bento (suspendu) |    |                |       |       |

| PORTUGAL :      |    |                   |  |     |
|                 |    |                   |  |     |
| Gardien de but  | 22 | Diogo Costa       |  |     |
|                 | 02 | Diogo Dalot       |  |     |
|                 | 24 | António Silva     |  |     |
|                 | 03 | Pepe              |  |     |
|                 | 20 | João Cancelo      |  |     |
|                 | 18 | Rúben Neves       |  | 65e |
|                 | 17 | João Mário        |  | 81e |
|                 | 23 | Matheus Nunes     |  | 65e |
|                 | 21 | Ricardo Horta     |  |     |
|                 | 07 | Cristiano Ronaldo |  | 65e |
|                 | 16 | Vitinha           |  | 81e |
| Remplaçants :   |    |                   |  |     |
|                 | 06 | João Palhinha     |  | 65e |
|                 | 15 | Rafael Leão       |  | 65e |
|                 | 09 | André Silva       |  | 65e |
|                 | 10 | Bernardo Silva    |  | 81e |
|                 | 14 | William Carvalho  |  | 81e |
| Sélectionneur : |    |                   |  |     |
| Fernando Santos |    |                   |  |     |

| Assistants : Ezequiel Brailovsky Gabriel Chade Quatrième arbitre : Maguette Ndiaye Assistants arbitre vidéo : Juan Soto Bruno Boschilia Armando Villarreal Homme du Match : Hwang Hee-chan |

### Huitième de finale

#### Brésil - Corée du Sud
| Match 54                      | Brésil                                                                                         | 4 - 1   | Corée du Sud   | Stade 974, Doha                                                                |                                                                                |
| 5 décembre 2022 22h00 (UTC+3) | ( Neymar) Vinícius 7e · Neymar 13e (pen.) · ( Silva) Richarlison 29e · ( Vinícius) Paquetá 36e | (4 - 0) | 76e Paik S.-H. | Spectateurs : 43 847 Arbitrage : Clément Turpin Arbitre vidéo : Jérôme Brisard | Spectateurs : 43 847 Arbitrage : Clément Turpin Arbitre vidéo : Jérôme Brisard |
| 5 décembre 2022 22h00 (UTC+3) | Rapport                                                                                        |         |                | Spectateurs : 43 847 Arbitrage : Clément Turpin Arbitre vidéo : Jérôme Brisard | Spectateurs : 43 847 Arbitrage : Clément Turpin Arbitre vidéo : Jérôme Brisard |

| Brésil | Corée du Sud |

| BRÉSIL :        |    |                    |  |     |
|                 |    |                    |  |     |
| Gardien de but  | 01 | Alisson            |  | 80e |
|                 | 02 | Danilo             |  | 72e |
|                 | 04 | Marquinhos         |  |     |
|                 | 03 | Thiago Silva       |  |     |
|                 | 14 | Éder Militão       |  | 63e |
|                 | 05 | Casemiro           |  |     |
|                 | 10 | Neymar             |  | 80e |
|                 | 07 | Lucas Paquetá      |  |     |
|                 | 20 | Vinícius Júnior    |  | 72e |
|                 | 09 | Richarlison        |  |     |
|                 | 11 | Raphinha           |  |     |
| Remplaçants :   |    |                    |  |     |
|                 | 13 | Dani Alves         |  | 63e |
|                 | 24 | Gleison Bremer     |  | 72e |
|                 | 26 | Gabriel Martinelli |  | 72e |
| Gardien de but  | 12 | Weverton           |  | 80e |
|                 | 21 | Rodrygo            |  | 80e |
| Sélectionneur : |    |                    |  |     |
| Tite            |    |                    |  |     |

| CORÉE DU SUD :  |    |                |     |     |
|                 |    |                |     |     |
| Gardien de but  | 01 | Kim Seung-gyu  |     |     |
|                 | 03 | Kim Jin-su     |     | 46e |
|                 | 19 | Kim Young-gwon |     |     |
|                 | 04 | Kim Min-jae    |     |     |
|                 | 15 | Kim Moon-hwan  |     |     |
|                 | 11 | Hwang Hee-chan |     |     |
|                 | 06 | Hwang In-beom  |     | 65e |
|                 | 05 | Jung Woo-young | 44e | 46e |
|                 | 10 | Lee Jae-sung   |     | 74e |
|                 | 07 | Son Heung-min  |     |     |
|                 | 09 | Cho Gue-sung   |     | 80e |
| Remplaçants :   |    |                |     |     |
|                 | 14 | Hong Chul      |     | 46e |
|                 | 13 | Son Jun-ho     |     | 46e |
|                 | 08 | Paik Seung-ho  |     | 65e |
|                 | 18 | Lee Kang-in    |     | 74e |
|                 | 16 | Hwang Ui-jo    |     | 80e |
| Sélectionneur : |    |                |     |     |
| Paulo Bento     |    |                |     |     |

| Assistants : Nicolas Danos Cyril Gringore Quatrième arbitre : Slavko Vinčić Assistants arbitre vidéo : Alejandro Hernández Hernández Roberto Díaz Pérez del Palomar Benoît Millot Homme du Match : Neymar |

## Statistiques

### Temps de jeu
| Joueur                 | |    |    |    | TT | But inscrit | Passe décisive | MJ | MT | Légende |
| ---------------------- | --- | -- | -- | -- | -- | ----------- | -------------- | -- | -- | ------- |
| Gardiens               | Abréviations et symboles : · TT : Total de minutes jouées · MJ : Nombre de matchs joués · MT : Matchs joués en tant que titulaire · : but · : passe décisive · : joueur entré · : joueur remplacé · : capitaine · : carton jaune · : carton rouge · |    |    |    |    |             |                |    |    |         |
| Jo Hyeon-woo           | Abréviations et symboles : · TT : Total de minutes jouées · MJ : Nombre de matchs joués · MT : Matchs joués en tant que titulaire · : but · : passe décisive · : joueur entré · : joueur remplacé · : capitaine · : carton jaune · : carton rouge · | -  | -  | -  | -  | -           | -              | -  | -  | -       |
| Kim Seung-gyu          | Abréviations et symboles : · TT : Total de minutes jouées · MJ : Nombre de matchs joués · MT : Matchs joués en tant que titulaire · : but · : passe décisive · : joueur entré · : joueur remplacé · : capitaine · : carton jaune · : carton rouge · | 90 | 90 | 90 | 90 | 360         | -              | -  | 4  | 4       |
| Song Bum-keun          | Abréviations et symboles : · TT : Total de minutes jouées · MJ : Nombre de matchs joués · MT : Matchs joués en tant que titulaire · : but · : passe décisive · : joueur entré · : joueur remplacé · : capitaine · : carton jaune · : carton rouge · | -  | -  | -  | -  | -           | -              | -  | -  | -       |
| Défenseurs             | Abréviations et symboles : · TT : Total de minutes jouées · MJ : Nombre de matchs joués · MT : Matchs joués en tant que titulaire · : but · : passe décisive · : joueur entré · : joueur remplacé · : capitaine · : carton jaune · : carton rouge · |    |    |    |    |             |                |    |    |         |
| Cho Yu-min             | Abréviations et symboles : · TT : Total de minutes jouées · MJ : Nombre de matchs joués · MT : Matchs joués en tant que titulaire · : but · : passe décisive · : joueur entré · : joueur remplacé · : capitaine · : carton jaune · : carton rouge · | -  | -  | 0  | -  | 0           | -              | -  | 1  | 0       |
| Hong Chul              | Abréviations et symboles : · TT : Total de minutes jouées · MJ : Nombre de matchs joués · MT : Matchs joués en tant que titulaire · : but · : passe décisive · : joueur entré · : joueur remplacé · : capitaine · : carton jaune · : carton rouge · | -  | -  | -  | 44 | 44          | -              | -  | 1  | 0       |
| Kim Jin-su             | Abréviations et symboles : · TT : Total de minutes jouées · MJ : Nombre de matchs joués · MT : Matchs joués en tant que titulaire · : but · : passe décisive · : joueur entré · : joueur remplacé · : capitaine · : carton jaune · : carton rouge · | 90 | 90 | 90 | 46 | 316         | -              | 1  | 4  | 4       |
| Kim Min-jae            | Abréviations et symboles : · TT : Total de minutes jouées · MJ : Nombre de matchs joués · MT : Matchs joués en tant que titulaire · : but · : passe décisive · : joueur entré · : joueur remplacé · : capitaine · : carton jaune · : carton rouge · | 90 | 90 | -  | 90 | 270         | -              | -  | 3  | 3       |
| Kim Moon-hwan          | Abréviations et symboles : · TT : Total de minutes jouées · MJ : Nombre de matchs joués · MT : Matchs joués en tant que titulaire · : but · : passe décisive · : joueur entré · : joueur remplacé · : capitaine · : carton jaune · : carton rouge · | 90 | 90 | 90 | 90 | 360         | -              | -  | 4  | 4       |
| Kim Tae-hwan           | Abréviations et symboles : · TT : Total de minutes jouées · MJ : Nombre de matchs joués · MT : Matchs joués en tant que titulaire · : but · : passe décisive · : joueur entré · : joueur remplacé · : capitaine · : carton jaune · : carton rouge · | -  | -  | -  | -  | -           | -              | -  | -  | -       |
| Kim Young-gwon         | Abréviations et symboles : · TT : Total de minutes jouées · MJ : Nombre de matchs joués · MT : Matchs joués en tant que titulaire · : but · : passe décisive · : joueur entré · : joueur remplacé · : capitaine · : carton jaune · : carton rouge · | 90 | 90 | 81 | 90 | 351         | 1              | -  | 4  | 4       |
| Kwon Kyung-won         | Abréviations et symboles : · TT : Total de minutes jouées · MJ : Nombre de matchs joués · MT : Matchs joués en tant que titulaire · : but · : passe décisive · : joueur entré · : joueur remplacé · : capitaine · : carton jaune · : carton rouge · | -  | 0  | 90 | -  | 90          | -              | -  | 2  | 1       |
| Yoon Jong-gyu          | Abréviations et symboles : · TT : Total de minutes jouées · MJ : Nombre de matchs joués · MT : Matchs joués en tant que titulaire · : but · : passe décisive · : joueur entré · : joueur remplacé · : capitaine · : carton jaune · : carton rouge · | -  | -  | -  | -  | -           | -              | -  | -  | -       |
| Milieux                | Abréviations et symboles : · TT : Total de minutes jouées · MJ : Nombre de matchs joués · MT : Matchs joués en tant que titulaire · : but · : passe décisive · : joueur entré · : joueur remplacé · : capitaine · : carton jaune · : carton rouge · |    |    |    |    |             |                |    |    |         |
| Hwang Hee-chan         | Abréviations et symboles : · TT : Total de minutes jouées · MJ : Nombre de matchs joués · MT : Matchs joués en tant que titulaire · : but · : passe décisive · : joueur entré · : joueur remplacé · : capitaine · : carton jaune · : carton rouge · | -  | -  | 25 | 90 | 115         | 1              | -  | 2  | 1       |
| Hwang In-beom          | Abréviations et symboles : · TT : Total de minutes jouées · MJ : Nombre de matchs joués · MT : Matchs joués en tant que titulaire · : but · : passe décisive · : joueur entré · : joueur remplacé · : capitaine · : carton jaune · : carton rouge · | 90 | 90 | 90 | 65 | 335         | -              | -  | 4  | 4       |
| Jeong Woo-yeong        | Abréviations et symboles : · TT : Total de minutes jouées · MJ : Nombre de matchs joués · MT : Matchs joués en tant que titulaire · : but · : passe décisive · : joueur entré · : joueur remplacé · : capitaine · : carton jaune · : carton rouge · | -  | 46 | -  | -  | 46          | -              | -  | 1  | 1       |
| Jung Woo-young         | Abréviations et symboles : · TT : Total de minutes jouées · MJ : Nombre de matchs joués · MT : Matchs joués en tant que titulaire · : but · : passe décisive · : joueur entré · : joueur remplacé · : capitaine · : carton jaune · : carton rouge · | 90 | 78 | 90 | 46 | 304         | -              | -  | 4  | 4       |
| Kwon Chang-hoon        | Abréviations et symboles : · TT : Total de minutes jouées · MJ : Nombre de matchs joués · MT : Matchs joués en tant que titulaire · : but · : passe décisive · : joueur entré · : joueur remplacé · : capitaine · : carton jaune · : carton rouge · | -  | 57 | -  | -  | 57          | -              | -  | 1  | 1       |
| Lee Jae-sung           | Abréviations et symboles : · TT : Total de minutes jouées · MJ : Nombre de matchs joués · MT : Matchs joués en tant que titulaire · : but · : passe décisive · : joueur entré · : joueur remplacé · : capitaine · : carton jaune · : carton rouge · | 74 | -  | 65 | 74 | 213         | -              | -  | 3  | 3       |
| Lee Kang-in            | Abréviations et symboles : · TT : Total de minutes jouées · MJ : Nombre de matchs joués · MT : Matchs joués en tant que titulaire · : but · : passe décisive · : joueur entré · : joueur remplacé · : capitaine · : carton jaune · : carton rouge · | 16 | 33 | 81 | 16 | 146         | -              | 1  | 4  | 1       |
| Na Sang-ho             | Abréviations et symboles : · TT : Total de minutes jouées · MJ : Nombre de matchs joués · MT : Matchs joués en tant que titulaire · : but · : passe décisive · : joueur entré · : joueur remplacé · : capitaine · : carton jaune · : carton rouge · | 74 | 44 | -  | -  | 118         | -              | -  | 2  | 1       |
| Paik Seung-ho          | Abréviations et symboles : · TT : Total de minutes jouées · MJ : Nombre de matchs joués · MT : Matchs joués en tant que titulaire · : but · : passe décisive · : joueur entré · : joueur remplacé · : capitaine · : carton jaune · : carton rouge · | -  | -  | -  | 25 | 25          | 1              | -  | 1  | 0       |
| Son Heung-min          | Abréviations et symboles : · TT : Total de minutes jouées · MJ : Nombre de matchs joués · MT : Matchs joués en tant que titulaire · : but · : passe décisive · : joueur entré · : joueur remplacé · : capitaine · : carton jaune · : carton rouge · | 90 | 90 | 90 | 90 | 360         | -              | 1  | 4  | 4       |
| Son Jun-ho             | Abréviations et symboles : · TT : Total de minutes jouées · MJ : Nombre de matchs joués · MT : Matchs joués en tant que titulaire · : but · : passe décisive · : joueur entré · : joueur remplacé · : capitaine · : carton jaune · : carton rouge · | 16 | -  | 9  | 44 | 69          | -              | -  | 3  | 0       |
| Song Min-kyu           | Abréviations et symboles : · TT : Total de minutes jouées · MJ : Nombre de matchs joués · MT : Matchs joués en tant que titulaire · : but · : passe décisive · : joueur entré · : joueur remplacé · : capitaine · : carton jaune · : carton rouge · | -  | -  | -  | -  | -           | -              | -  | -  | -       |
| Attaquants             | Abréviations et symboles : · TT : Total de minutes jouées · MJ : Nombre de matchs joués · MT : Matchs joués en tant que titulaire · : but · : passe décisive · : joueur entré · : joueur remplacé · : capitaine · : carton jaune · : carton rouge · |    |    |    |    |             |                |    |    |         |
| Cho Gue-sung           | Abréviations et symboles : · TT : Total de minutes jouées · MJ : Nombre de matchs joués · MT : Matchs joués en tant que titulaire · : but · : passe décisive · : joueur entré · : joueur remplacé · : capitaine · : carton jaune · : carton rouge · | 16 | 90 | 90 | 80 | 276         | 2              | -  | 4  | 3       |
| Hwang Ui-jo            | Abréviations et symboles : · TT : Total de minutes jouées · MJ : Nombre de matchs joués · MT : Matchs joués en tant que titulaire · : but · : passe décisive · : joueur entré · : joueur remplacé · : capitaine · : carton jaune · : carton rouge · | 74 | 12 | 9  | 10 | 105         | -              | -  | 4  | 1       |
| Total                  | Abréviations et symboles : · TT : Total de minutes jouées · MJ : Nombre de matchs joués · MT : Matchs joués en tant que titulaire · : but · : passe décisive · : joueur entré · : joueur remplacé · : capitaine · : carton jaune · : carton rouge · |    |    |    |    |             |                |    |    |         |
| Équipe de Corée du Sud | Abréviations et symboles : · TT : Total de minutes jouées · MJ : Nombre de matchs joués · MT : Matchs joués en tant que titulaire · : but · : passe décisive · : joueur entré · : joueur remplacé · : capitaine · : carton jaune · : carton rouge · | 90 | 90 | 90 | 90 | 360         | 5              | 3  | 4  | -       |

| Buts | Joueurs        | Adversaires |
| ---- | -------------- | ----------- |
| 2    | Cho Gue-sung   | Ghana (2)   |
| 1    | Hwang Hee-chan | Portugal    |
| 1    | Kim Young-gwon | Portugal    |
| 1    | Paik Seung-ho  | Brésil      |

| Passes | Joueurs       | Adversaires |
| ------ | ------------- | ----------- |
| 1      | Kim Jin-su    | Ghana       |
| 1      | Lee Kang-in   | Ghana       |
| 1      | Son Heung-min | Portugal    |